# Sebastião Dias e Salazar
Sebastião Dias Salazar, nasceu em 1460 ou 1480 em Lisboa, Portugal e foi viver para a ilha de São Jorge em 1484. Teve dada de terras na Ribeira Seca, Calheta (ilha de São Jorge).
Mandou edificar a Ermida de São Bartolomeu dessa localidade. Foi casado com Senhorinha Gonçalves, dama do Paço, fidalga que veio da cidade de Lisboa de onde era natural, por volta de 1484, ano em que se julga ter ido para a ilha Terceira, donde posteriormente se mudou para a Calheta. Seu filho João Dias Homem casou nas Velas com Susana Gonçalves Teixeira, e foram progenitores de Baltasar Dias Teixeira.
Filhos de Sebastião Dias Salazar e Senhorinha Gonçalves:
1. João Dias Homem, nasceu em 1510 nas Velas, ilha de São Jorge. Casou com Susana Gonçalves Teixeira em 1543 nas Velas, ilha de São Jorge.[1]
2. Ana Dias foi casada com Domingos Fernandes do Topo, (São Tiago),[1] ilha de São jorge e foram os pais de Isabel Dias, casada com Belchior Afonso de Valença, casado com Francisca Gaspar Fagundes.